# Oost-Cappel
Oost-Cappel là một xã trong vùng Hauts-de-France, thuộc tỉnh Nord, quận Dunkerque, tổng Hondschoote. Tọa độ địa lý của xã là 51° 03' vĩ độ bắc, 02° 31' kinh độ đông. Oost-Cappel nằm trên độ cao trung bình là 18 mét trên mực nước biển, có điểm thấp nhất là 8 mét và điểm cao nhất là 17 mét. Xã có diện tích 3,99 km², dân số vào thời điểm 1999 là 391 người; mật độ dân số là 98 người/km².

## Thông tin nhân khẩu
| 1962 | 1968 | 1975 | 1982 | 1990 | 1999 |
| ---- | ---- | ---- | ---- | ---- | ---- |
| 298  | 342  | 311  | 379  | 406  | 391  |